# Oxyscelio nigricoxa
Oxyscelio nigricoxa är en stekelart som först beskrevs av Alan Parkhurst Dodd 1913.  Oxyscelio nigricoxa ingår i släktet Oxyscelio och familjen Scelionidae. Inga underarter finns listade i Catalogue of Life.